# Campionati del mondo di triathlon del 2018 - Edmonton
La settima gara della serie dei Campionati mondiali di triathlon del 2018 si è tenuta ad Edmonton, Canada in data 27-29 luglio 2018.
La gara élite maschile è stata vinta dallo spagnolo Mario Mola. La gara femminile è andata alla britannica Vicky Holland.
La gara a staffetta mista è stata vinta dalla nazionale australiana davanti a quella statunitense. A chiudere il podio la nazionale neozelandese.

## Risultati

### Élite uomini
| Pos. | Atleta                   | Paese         | Nuoto    | Bici     | Corsa    | Totale   |
| ---- | ------------------------ | ------------- | -------- | -------- | -------- | -------- |
|      | Mario Mola               | Spagna        | 00:09:07 | 00:26:24 | 00:14:25 | 00:51:15 |
|      | Kristian Blummenfelt     | Norvegia      | 00:09:09 | 00:26:23 | 00:14:29 | 00:51:18 |
|      | Jacob Birtwhistle        | Australia     | 00:09:23 | 00:26:10 | 00:14:33 | 00:51:22 |
| 4    | Fernando Alarza          | Spagna        | 00:09:24 | 00:26:11 | 00:14:35 | 00:51:24 |
| 5    | Jonathan Brownlee        | Regno Unito   | 00:08:52 | 00:26:40 | 00:14:37 | 00:51:25 |
| 6    | Vincent Luis             | Francia       | 00:08:50 | 00:26:40 | 00:14:41 | 00:51:30 |
| 7    | Marten Van Riel          | Belgio        | 00:09:01 | 00:26:32 | 00:15:12 | 00:51:59 |
| 8    | Richard Murray           | Sudafrica     | 00:09:24 | 00:26:11 | 00:15:15 | 00:52:06 |
| 9    | Andreas Schilling        | Danimarca     | 00:09:24 | 00:26:11 | 00:15:14 | 00:52:10 |
| 10   | Sam Ward                 | Nuova Zelanda | 00:09:11 | 00:26:20 | 00:15:17 | 00:52:13 |
| 11   | Aaron Royle              | Australia     | 00:09:11 | 00:26:22 | 00:15:20 | 00:52:15 |
| 12   | Alois Knabl              | Austria       | 00:09:04 | 00:26:28 | 00:15:26 | 00:52:18 |
| 13   | Casper Stornes           | Norvegia      | 00:09:23 | 00:26:08 | 00:15:27 | 00:52:22 |
| 14   | Dorian Coninx            | Francia       | 00:09:21 | 00:26:12 | 00:15:40 | 00:52:31 |
| 15   | Sylvain Fridelance       | Svizzera      | 00:09:19 | 00:26:12 | 00:15:40 | 00:52:33 |
| 16   | Rodrigo Gonzalez         | Messico       | 00:09:25 | 00:26:14 | 00:15:40 | 00:52:33 |
| 17   | Matthew Sharpe           | Canada        | 00:09:02 | 00:26:32 | 00:15:48 | 00:52:39 |
| 18   | Irving Perez             | Messico       | 00:09:17 | 00:26:15 | 00:15:45 | 00:52:40 |
| 19   | Simon Viain              | Francia       | 00:09:29 | 00:26:04 | 00:15:58 | 00:52:50 |
| 20   | Kevin McDowell           | Stati Uniti   | 00:09:19 | 00:26:14 | 00:16:02 | 00:52:55 |
| 21   | Luke Willian             | Australia     | 00:09:20 | 00:26:13 | 00:16:06 | 00:52:59 |
| 22   | Ryan Fisher              | Australia     | 00:09:09 | 00:26:21 | 00:16:13 | 00:53:03 |
| 23   | Tayler Reid              | Nuova Zelanda | 00:08:57 | 00:26:40 | 00:16:15 | 00:53:07 |
| 24   | Marco Van Der Stel       | Paesi Bassi   | 00:08:56 | 00:26:39 | 00:16:32 | 00:53:26 |
| 25   | Rostislav Pevtsov        | Azerbaigian   | 00:09:40 | 00:27:51 | 00:15:02 | 00:53:48 |
| 26   | Russell White            | Irlanda       | 00:09:06 | 00:26:25 | 00:16:59 | 00:53:53 |
| 27   | Francesc Godoy Contreras | Spagna        | 00:09:08 | 00:26:24 | 00:17:02 | 00:53:55 |
| 28   | João Silva               | Portogallo    | 00:09:27 | 00:28:01 | 00:15:07 | 00:53:58 |
| 29   | Ryan Sissons             | Nuova Zelanda | 00:09:40 | 00:27:47 | 00:15:17 | 00:54:03 |
| 30   | Lukas Hollaus            | Austria       | 00:09:33 | 00:27:53 | 00:15:24 | 00:54:06 |
| 31   | Jorik Van Egdom          | Paesi Bassi   | 00:09:38 | 00:27:45 | 00:15:28 | 00:54:12 |
| 32   | Max Studer               | Svizzera      | 00:09:48 | 00:27:44 | 00:15:27 | 00:54:15 |
| 33   | Shachar Sagiv            | Israele       | 00:09:43 | 00:27:39 | 00:15:37 | 00:54:19 |
| 34   | Jelle Geens              | Belgio        | 00:09:31 | 00:26:03 | 00:17:32 | 00:54:23 |
| 35   | Tony Smoragiewicz        | Stati Uniti   | 00:09:36 | 00:27:50 | 00:15:40 | 00:54:27 |
| 36   | Vicente Hernandez        | Spagna        | 00:09:31 | 00:27:57 | 00:15:52 | 00:54:38 |
| 37   | Matthew Wright           | Barbados      | 00:09:43 | 00:27:45 | 00:16:07 | 00:54:52 |
| 38   | Jan Celustka             | Rep. Ceca     | 00:09:42 | 00:27:46 | 00:16:09 | 00:54:57 |
| 39   | Manoel Messias           | Brasile       | 00:09:45 | 00:27:46 | 00:16:24 | 00:55:11 |
| 40   | João Pereira             | Portogallo    | 00:09:21 | 00:28:08 | 00:16:35 | 00:55:22 |
| 41   | Jonas Schomburg          | Germania      | 00:08:54 | 00:28:32 | 00:16:42 | 00:55:29 |
| 42   | Danilo Pimentel          | Brasile       | 00:09:28 | 00:27:58 | 00:16:51 | 00:55:38 |
| 43   | Shogo Ishitsuka          | Giappone      | 00:09:13 | 00:28:16 | 00:17:00 | 00:55:47 |
| 44   | Ryan Bailie              | Australia     | 00:09:43 | 00:27:39 | 00:17:26 | 00:56:16 |
| 45   | Valentin Wernz           | Germania      | 00:09:26 | 00:28:01 | 00:17:53 | 00:56:37 |
| 46   | Zhihang Jiang            | Cina          | 00:09:34 | 00:27:58 | 00:18:03 | 00:56:51 |

### Élite donne
| Pos. | Atleta                | Paese         | Nuoto    | Bici     | Corsa    | Totale   |
| ---- | --------------------- | ------------- | -------- | -------- | -------- | -------- |
|      | Vicky Holland         | Regno Unito   | 00:09:45 | 00:29:00 | 00:16:41 | 00:56:51 |
|      | Ashleigh Gentle       | Australia     | 00:10:13 | 00:28:32 | 00:16:53 | 00:57:02 |
|      | Georgia Taylor-Brown  | Regno Unito   | 00:09:47 | 00:29:00 | 00:17:00 | 00:57:08 |
| 4    | Jessica Learmonth     | Regno Unito   | 00:09:33 | 00:29:11 | 00:17:02 | 00:57:12 |
| 5    | Jodie Stimpson        | Regno Unito   | 00:10:02 | 00:28:44 | 00:17:05 | 00:57:14 |
| 6    | Katie Zaferes         | Stati Uniti   | 00:09:45 | 00:29:02 | 00:17:19 | 00:57:30 |
| 7    | Andrea Hewitt         | Nuova Zelanda | 00:10:03 | 00:28:40 | 00:17:25 | 00:57:38 |
| 8    | Summer Cook           | Stati Uniti   | 00:09:32 | 00:29:13 | 00:17:26 | 00:57:38 |
| 9    | Verena Steinhauser    | Italia        | 00:10:09 | 00:28:34 | 00:17:33 | 00:57:44 |
| 10   | Taylor Spivey         | Stati Uniti   | 00:09:44 | 00:29:02 | 00:17:37 | 00:57:50 |
| 11   | Rachel Klamer         | Paesi Bassi   | 00:09:57 | 00:28:46 | 00:17:46 | 00:57:56 |
| 12   | Yuka Sato             | Giappone      | 00:09:47 | 00:28:56 | 00:17:51 | 00:57:59 |
| 13   | Kirsten Kasper        | Stati Uniti   | 00:09:49 | 00:28:59 | 00:17:54 | 00:58:05 |
| 14   | Yuko Takahashi        | Giappone      | 00:09:48 | 00:28:58 | 00:18:01 | 00:58:10 |
| 15   | Lisa Perterer         | Austria       | 00:10:06 | 00:28:38 | 00:18:03 | 00:58:20 |
| 16   | Taylor Knibb          | Stati Uniti   | 00:10:11 | 00:28:29 | 00:18:09 | 00:58:24 |
| 17   | Alice Betto           | Italia        | 00:09:46 | 00:29:00 | 00:18:24 | 00:58:35 |
| 18   | Mathilde Gautier      | Francia       | 00:10:05 | 00:28:39 | 00:18:39 | 00:58:51 |
| 19   | Natalie Van Coevorden | Australia     | 00:09:44 | 00:29:01 | 00:18:48 | 00:59:04 |
| 20   | Claire Michel         | Belgio        | 00:10:05 | 00:30:23 | 00:17:23 | 00:59:19 |
| 21   | Kelly-Ann Perkins     | Australia     | 00:09:41 | 00:30:47 | 00:17:50 | 00:59:42 |
| 22   | Sandra Dodet          | Francia       | 00:10:11 | 00:30:59 | 00:17:18 | 00:59:53 |
| 23   | Joanna Brown          | Canada        | 00:10:09 | 00:30:21 | 00:18:04 | 00:59:58 |
| 24   | Vendula Frintova      | Rep. Ceca     | 00:10:06 | 00:31:04 | 00:17:37 | 01:00:10 |
| 25   | Petra Kurikova        | Rep. Ceca     | 00:10:21 | 00:30:50 | 00:17:55 | 01:00:29 |
| 26   | Charlotte McShane     | Australia     | 00:10:02 | 00:30:11 | 00:18:52 | 01:00:31 |
| 27   | Melanie Santos        | Portogallo    | 00:10:00 | 00:30:31 | 00:18:39 | 01:00:34 |
| 28   | Ai Ueda               | Giappone      | 00:10:30 | 00:31:28 | 00:17:14 | 01:00:43 |
| 29   | Juri Ide              | Giappone      | 00:10:09 | 00:30:58 | 00:18:30 | 01:01:08 |
| 30   | Mengying Zhong        | Cina          | 00:10:02 | 00:30:27 | 00:19:16 | 01:01:11 |
| 31   | Lisa Berger           | Svizzera      | 00:10:22 | 00:30:51 | 00:18:43 | 01:01:19 |
| 32   | Jessica Romero Tinoco | Messico       | 00:10:09 | 00:31:02 | 00:18:52 | 01:01:29 |
| 33   | Vittoria Lopes        | Brasile       | 00:09:39 | 00:30:45 | 00:19:49 | 01:01:45 |
| 34   | Anja Knapp            | Germania      | 00:10:04 | 00:31:05 | 00:19:40 | 01:02:16 |
| 35   | Anel Radford          | Sudafrica     | 00:10:02 | 00:31:04 | 00:19:53 | 01:02:33 |
| 36   | Helena Carvalho       | Portogallo    | 00:09:58 | 00:30:25 | 00:21:05 | 01:02:59 |
| 37   | Maya Kingma           | Paesi Bassi   | 00:09:36 | 00:30:48 | 00:21:16 | 01:03:16 |
| 38   | Kirsten Nuyes         | Paesi Bassi   | 00:10:35 | 00:32:37 | 00:19:10 | 01:03:52 |
| 39   | Ari Graham            | Nuova Zelanda | 00:09:52 | 00:31:47 | 00:20:51 | 01:04:02 |
| 40   | Valerie Barthelemy    | Belgio        | 00:10:09 | 00:31:50 | 00:20:46 | 01:04:18 |
| 41   | Yun-Jung Jang         | Corea del Sud | 00:10:08 | 00:33:38 | 00:19:15 | 01:04:29 |
| 42   | Erica Hawley          | Bermuda       | 00:10:33 | 00:32:39 | 00:20:00 | 01:04:47 |

### Staffetta mista
| Pos. | Atleta                                                                      | Paese         | 1 frazione | 2 frazione | 3 frazione | 4 frazione | Totale   |
| ---- | --------------------------------------------------------------------------- | ------------- | ---------- | ---------- | ---------- | ---------- | -------- |
|      | Ashleigh Gentle Aaron Royle Natalie Van Coevorden Jacob Birtwhistle         | Australia     | 00:20:06   | 00:19:07   | 00:21:19   | 00:18:46   | 01:19:29 |
|      | Taylor Spivey Seth Rider Kirsten Kasper Matthew McElroy                     | Stati Uniti   | 00:20:05   | 00:19:04   | 00:21:19   | 00:18:50   | 01:19:31 |
|      | Andrea Hewitt Tayler Reid Nicole Van Der Kaay Hayden Wilde                  | Nuova Zelanda | 00:20:22   | 00:18:45   | 00:21:10   | 00:19:08   | 01:19:39 |
| 4    | Claire Michel Marten Van Riel Valerie Barthelemy Jelle Geens                | Belgio        | 00:20:08   | 00:19:05   | 00:21:28   | 00:19:07   | 01:19:48 |
| 5    | Sandra Dodet Vincent Luis Mathilde Gautier Simon Viain                      | Francia       | 00:20:02   | 00:18:56   | 00:21:42   | 00:19:14   | 01:19:54 |
| 6    | Jessica Learmonth Jonathan Brownlee Georgia Taylor-Brown Christopher Perham | Regno Unito   | 00:20:02   | 00:18:58   | 00:21:18   | 00:19:48   | 01:20:06 |
| 7    | Joanna Brown Tyler Mislawchuk Desirae Ridenour Matthew Sharpe               | Canada        | 00:20:05   | 00:19:07   | 00:22:21   | 00:20:15   | 01:22:01 |
| 8    | Rachel Klamer Marco Van Der Stel Maya Kingma Jorik Van Egdom                | Paesi Bassi   | 00:20:12   | 00:19:48   | 00:22:00   | 00:20:06   | 01:22:19 |
| 9    | Melanie Santos João Silva Helena Carvalho João Pereira                      | Portogallo    | 00:20:24   | 00:19:24   | 00:22:28   | 00:20:05   | 01:22:31 |
| 10   | Claudia Rivas Rodrigo Gonzalez Adriana Barraza Crisanto Grajales            | Messico       | 00:20:38   | 00:20:52   | 00:22:46   | 00:19:48   | 01:22:36 |
| 11   | Yuko Takahashi Takumi Hojo Yuka Sato Shiruba Taniguchi                      | Giappone      | 00:20:28   | 00:19:35   | 00:22:10   | 00:20:23   | 01:22:50 |
| 12   | Lisa Berger Sylvain Fridelance Alissa Konig Max Studer                      | Svizzera      | 00:20:33   | 00:19:14   | 00:22:51   | 00:20:37   | 01:23:28 |
| 13   | Bianca Bogen Jonas Breinlinger Nina Eim Valentin Wernz                      | Germania      | 00:20:41   | 00:19:24   | 00:23:08   | 00:20:26   | 01:23:50 |
| 14   | Lisa Perterer Alois Knabl Therese Feuersinger Lukas Hollaus                 | Austria       | 00:21:53   | 00:19:50   | 00:22:04   | 00:20:07   | 01:24:07 |
| 15   | Petra Kurikova Jan Volar Jana Machacova Jan Celustka                        | Rep. Ceca     | 00:20:37   | 00:19:34   | 00:23:31   | 00:20:42   | 01:24:42 |